# Carn Clainne Aodha
Carn Clainne Aodha (en inglés Carn Clonhugh o Corn Hill o Cairn Hill) es un cerro de Irlanda (278 metros), y se sitúa en el condado de Longford, en la República de Irlanda.

## Geografía
Corn Hill forma parte de las Longford Hills.
Es el punto más alto del Longford.
En su cima hay una grande antena de transmisión. Cerca de la base del cerro se ubican los pisos de Drumlish y de Ballinalee (parroquia de Killoe).